# Кафр-ед-Даввар
Кафр-ед-Даввар (араб. كفر الدوار) — місто в Єгипті, яке розташоване в губернаторстві Бухейра, на східних окраїнах міста Олександрія. Населення 267 370 жителів. Через місто протікає один з рукавів Нілу - Махмудія. Частка неписьменних у віці старше 15 років - 39%.

## Економіка
Кафр-ед-Даввар - важливе промислове місто в північній частині дельти Нілу. Велика частина населення зайнята в текстильній промисловості. Крім текстильних підприємств, у місті є завод з виробництва лаків і фарб, хімічне підприємство, консервний завод. Також розвинене сільське господарство, оскільки місто оточують численні села.

## Історія
В 1882 році поруч з містом відбулася битва між англійцями і армією Єгипту під проводом Орабі-паші під час Англо-єгипетської війни. Орабі-паша зупинив просування британців до Каїру на 5 тижнів. Кафр-ед-Даввар - центр робочого і комуністичного руху в середині XX століття.

## Управління
На чолі міста стоїть міська рада, яка, у числі інших питань, займається видачею дозволів на будівництво тощо.